# Antal Mally
Antal Mally (ur. 21 września 1890 w Budapeszcie, Austro-Węgry, zm. 1958, Czechosłowacja) – węgierski piłkarz i trener piłkarski.

## Kariera piłkarska

### Kariera klubowa
Występował w TTC.

## Kariera trenerska
W 1927 stał na czele reprezentacji Estonii. Potem trenował włoskie kluby US Triestina, AC Venezia, AS Siracusa i SS Catania, a w 1935 ponownie objął prowadzenie reprezentację Estonii. Potem trenował Lierse SK oraz czechosłowackie kluby FC Považská Bystrica, Sparta Praga, ŠK Žilina i FC Rimavska Sobota.
W 1958 zmarł w Czechosłowacji.